# 尾張名所図会

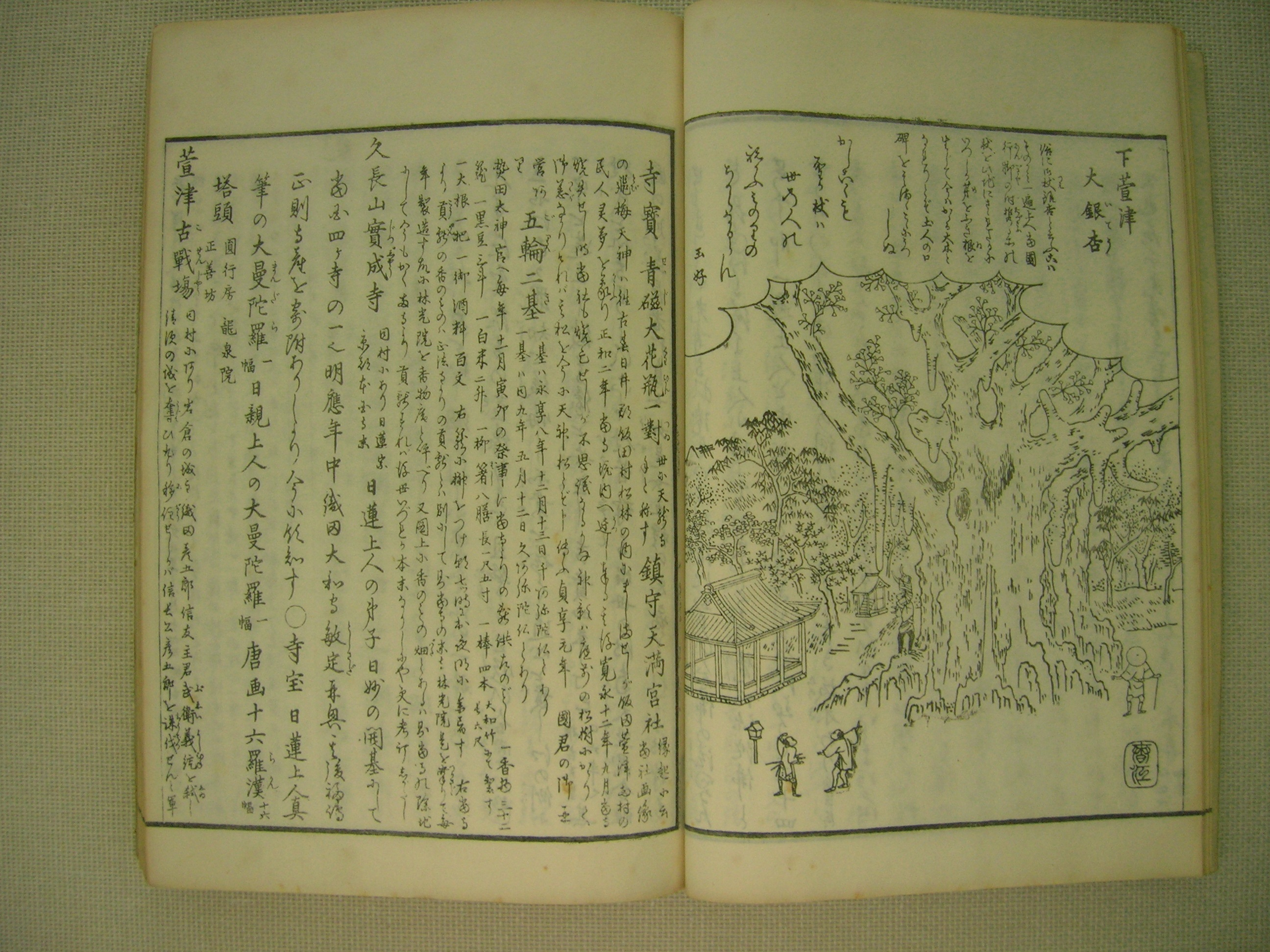
尾張名所圖會・巻七

『尾張名所図会』（尾張名所圖會、おわりめいしょずえ）は、江戸時代末期から明治時代初期にかけて刊行された尾張国の地誌。
本稿では「尾張名所図会附録」として知られる『小治田之真清水』（おわりだのましみず）についても触れる。

## 概要
尾張藩士で学者の岡田文園と、春日井郡枇杷島にあって枇杷島橋の橋守役を務めていた野口市兵衛家の8代目・野口梅居とが著し、尾張藩士で画家の小田切春江や春江の師に当たる森高雅が挿絵を描いたもので、尾張国八郡の名所が描かれた。全13巻。
天保9年（1838年）から天保12年（1841年）まで約3年をかけて執筆され、天保15年（1844年）2月に前編7巻が刊行されたが、これによって野口家はその財産をほとんど使い果たしてしまったという。このため後編6巻の刊行は明治13年（1880年）、愛知県の資金援助を受けて名古屋の書肆「永楽屋」の片野東四郎の手で行なわれた。同誌は愛知県図書館や名古屋市博物館などが収蔵している。

## 内容

### 前編
- 愛智郡（1〜5巻）
- 知多郡（6巻）
- 海東郡・海西郡（7巻）

### 後篇
- 中島郡（1・2巻）
- 春日井郡（3・4巻）
- 葉栗郡（5巻）
- 丹羽郡（6巻）

## 小治田之真清水
『小治田之真清水』は、文園によって尾張名所図会の補遺版として全8巻で編纂され、嘉永6年（1853年）に前編（4郡5巻）が刊行されたが、後編（4郡3巻）は文園が万延元年（1860年）に没したため草稿のままで完成せず、昭和5年（1930年）になって名古屋温古会により活版印刷で出版された。